# Desmidorchis tardellii
Desmidorchis tardellii là một loài thực vật có hoa trong họ La bố ma. Loài này được Mosti & Raffaelli mô tả khoa học đầu tiên năm 2004.